# قانون تابعیت اندونزی
قانون تابعیت اندونزی (انگلیسی: Indonesian nationality law) تحت قانون اساسی ۱۹۴۵ تدوین شده‌است، با در نظر گرفتن اصلاحات انجام شده روی این قانون و مصوباتی مختلفی که روی قانون تابعیت انجام گرفته‌است، به خاطر اینکه که با گذشت زمان روی آن بازنگری‌هایی انجام گرفته‌است، و هم چنین با در نظر گرفتن موافقت نامه‌های بین‌المللی که اندونزی آن را پذیرفته‌است. این قوانین مشخص می‌کند چه کسی تابعیت اندونزی را دارد یا اینکه واجد شرایط آن می‌باشد. طبق قانون قصد دریافت تابعیت و عضو رسمی یک کشور گردیدن با رابطه حقوقی وتعهدات بین کشور و ملت که تحت عنوان حقوق شهروندی شناخته می‌شود تفاوت دارد. به‌طور معمول تابعیت اندونزی از طریق اصل خاک یا به بیان دیگر متولد شدن در اندونزی؛ یا تحت قواعد اصل خون و به بیان دیگر، تولدی که حداقل یکی از والدین دارای تابعیت اندونزی باشد محقق می‌شود. این تابعیت می‌تواند از طریق اقامت دائم در اندونزی طی یک دوره زمانی به واسطۀ آن اعطاء گردد. 